# Saka-Acquaye
Saka Acquaye (Accra, 2 novembre 1923 – 27 febbraio 2007) è stato un artista ghanese.

## Formazione e carriera
Saka Acquaye è stato pittore, sculture, designer tessile, insegnante, drammaturgo e musicista.
Ha compiuto i suoi studi presso l'Achimota Teacher Training College dal 1943 al 1946, e successivamente l'Alchimota Art School dal 1947 al 1949 dove studiò arte, musica e artigianato.
Proseguì i suoi studi in Scultura e Design Industriale alla Pennsylvania Academy of Fine Arts a Filadelfia negli Stati Uniti tra il 1953 e il 1956.
Saka inoltre prese parte a un corso di due anni in Relazioni Pubbliche e Pubblicità alla Charles Morris Price School tra il 1957 e il 1959.
Dal 1964 al 1966 si è laureato in Arti dell'Opera e del Teatro all'Università della California a Los Angeles.
Riconosciuto come il decano della scultura dopo aver provato diverse tecniche scultoree egli approfondì il suo interesse nella modellazione della creta e dell'argilla. Tra gli anni '70 e gli anni '80 torna alla produzione dei suoi lavori in fibra di vetro poiché decide di esplorare il materiale in tutte le sue forme.
Come drammaturgo si annoverano tra le commedie più importanti Hintin Hintin, Obadzen, Makola Scholarship, Sasabonsam e The Lost Fishermen.
In campo musicale collabora con il Wulomei, banda strumentale ghanese. Ha fondato inoltre la Black Beats Band nel 1952 ma lasciò il gruppo quando dovette seguire i suoi corsi negli USA.
Là formò l'African Ensemble nel 1954 ed ebbe il privilegio di esibirsi con il gruppo in molti luoghi, fiero del fatto che questo tipo di produzione musicale riuscisse ad avere un grosso impatto in America.
Saka insegnò Arte al St. Augustine's College, Cape Coast per due anni negli anni '50 e fu capo promoter per le arti al Ghana Institute of Art and Culture, che successivamente divenne Arts Council of Ghana.
Tra i suoi lavori come artista ci sono il monumento a J.B. Danquah al Danquah Circle, un lavoro nella sala centrale della Bank of Ghana e il Guggisberg monument all'Ospedale di Apprendimento Korle Bu ad Accra.
Saka muore il 27 febbraio 2007 in seguito a una gravissima malattia.